# Eikasia
O termo eikasia (grego antigo: εἰκασία), que significa imaginação em grego, foi usado por Platão para se referir ao modo humano de lidar com as aparências.
É a inabilidade para perceber se uma percepção é uma imagem de qualquer outra coisa. Como tal previne perceber se um sonho, uma memória, ou uma reflexão num espelho não é uma realidade como tal.